# Lithophyllon ranjithi
Espèce
Statut CITES
Lithophyllon ranjithi est une espèce de coraux de la famille des Fungiidae.

## Étymologie
Son nom spécifique, ranjithi, lui a été donné en l'honneur du Dr M.W. Ranjith N. De Silva. 

## Publication originale
- Ditlev, 2003 : New Scleractinian corals (Cnidaria: Anthozoa) from Sabah, North Borneo. Description of one new genus and eight new species, with notes on their taxonomy and ecology. Zoologische Mededelingen Leiden, vol. 77, pp. 193-219 (texte intégral) (en).